# 蔣世昌
蔣世昌（1955年11月23日—），前香港市政局議員，前九龍城區議會議員，曾任自由黨常委。東華三院馮黃鳳亭中學第三任校長蔣呂雪雲乃其妻子。

## 生平
1985年，蔣世昌參與1985年九龍城區議會何文田南選區補選並勝出，自此成為九龍城區議會議員，至2007年香港區議會選舉被西九新動力擊敗為止。他亦曾為香港市政局議員，於1995年香港市政局選舉中勝出、就任，至2000年臨時市政局解散為止。
此外，蔣世昌亦曾三度參加香港立法會（前稱立法局）選舉，但悉數落敗，包括：1995年香港立法局選舉參選酒店及飲食界（當時政治聯繫為龍觀社），以不足五百票之差敗給民建聯陳榮燦；1998年香港立法會選舉參選九龍西選區（當時政治聯繫為自由黨），位列名單首位，但最後落選；2010年香港立法會地方選區補選參選九龍西選區（當時因自由黨否決參與補選而自行退黨），最後亦告落選。
2009年3月30日，廉政公署在2009年沙田區議會大圍選區補選翌日採取代號「灰鯨」的行動，拘捕蔣世昌等五人，控告他們涉嫌選舉舞弊，包括在選舉前個多月於美林邨成立「美林街坊商戶及職工福利會」（蔣擔任秘書），並以福利會名義多次向選民提供早餐、晚宴、飲料、免費抗流感注射服務、醫療贈券、廉價一天本地遊、派發宣傳健康的書籍及環保袋等利益，藉以誘使選民在選舉中投票予李躍輝。
2011年4月18日，蔣世昌被區域法院裁定賄選等罪名成立，雖然蔣過去對社會有貢獻，並獲劉健儀、劉皇發、何俊仁、田北俊、劉千石、涂謹申等寫信求情，但由於賄選涉及開支達200萬，罪行嚴重，故被判入獄1年，不准緩刑。2012年6月20日，律政司向上訴庭申請加刑獲判得直，蔣世昌被加刑至27個月。
2012年11月2日，政府宣佈褫奪蔣世昌之榮譽勳章。
2013年4月，蔣世昌刑滿出獄，與友人在土瓜灣經營茶餐廳。

## 親屬
- 蔣世華：胞弟，曾涉及前市政局主席梁定邦2007年被糾黨綁架案，警方認定其為案中主腦，2008年審訊後被判入獄14年。[10]